# 余晦
余晦（?—1256年），字养明，四明（今浙江宁波市）人，籍甬东（今定海），祖居庆元府鄞县，南宋大臣，官至尚书。伯伯是参知政事余天锡，父亲是为兵部尚书余天任。

## 生平事迹
1253年，四川省的地方长官余玠逝世，当时元军屡屡进犯，余玠的副手程逢辰不能支撑局面。南宋朝廷任命余晦担任四川全境的行政长官（“出帅全蜀”），并担任司农少卿、四川宣谕使。
余晦在1253年农历7月动身，去四川上任。1253年农历8月，余晦又被升职为刑部侍郎和四川安抚制置使，并兼任重庆府知府，又兼任四川总领，可谓掌控了四川地方的军政大权。1253年农历12月，才到达夔峡到任。1254年正月，抵重庆，始办理事务。任命兼任夔路转运屯田。余晦对四川当地民情事务都很生疏，却掌管四川的军政大权，当地的老百姓和军队都很担忧。
不久，四川出现叛乱，遍及隆庆、沔州等州府，元军同时又趁机发动攻势。余晦在朝中受到赵崇、吴燧、赵至等官员的多次弹劾。于是余晦和程逢辰被解了职，“另有任用”。
王惟忠是余晦的同乡，但余晦和王惟忠有过节。王惟忠觉得余晦才能平庸而不太看得起他，余晦也认为王行事鲁莽。王惟忠在阆州失守，余晦与陈大方、丁大全等官员上书弹劾王惟忠。朝廷下王惟忠入大理狱。1254年农历10月25日，将王惟忠问斩，罪名是“顶冒补官，任知阆州判西安抚府日，丧师庇叛、遣援迟缓”。还将余玠的家资充作军费。
1252年农历4月，余晦被授予代理京兆尹的职位。1252年农历5月，国子监的学生闹事，一名学生还死在了学校里。余晦派人员去调查，结果处理手段不妥善，更激起矛盾。国子监的学生们便罢课、上书，并斥余晦为“仆”。余晦上朝，路上也被国子监学生拦截。余晦很害怕，为了躲避甚至渡过了钱塘江。余晦因这件事被解职并调离中央，贬官作鄂州知府。
1256年，余晦据称患瘰疬“绕项堕首”而死。

## 相关记载
- “从子晦，历官尚书，出帅全蜀。常置义庄以赡宗族。然在蜀以违言论知阆州王惟忠死。士论少之。”——《宋史》
- 金庸《神雕侠侣》第三十三回之《风陵夜话》“蒙古鞑子攻打四川十多年，全赖余礯余大帅守御……那知皇上听信了奸臣丁大全的话……逼得他自杀了，换了一个懦弱无能的奸党来做元帅。后来鞑子一攻，川北当场便守不住。阵前兵将是余大帅的旧部，大家一样拼命死战。但那元帅只会奉承上司，一到打仗，调兵遣将甚么都不在行，自然抵挡不住了。丁大全、陈大方这伙奸党庇护那狗屁元帅，反冤枉力战不屈的王惟忠将军通敌，竟将他全家逮京，把王将军斩首了”。这里说的这个“奸党”便指余晦。